# 聖馬蒂紐 (聖卡塔琳娜州)

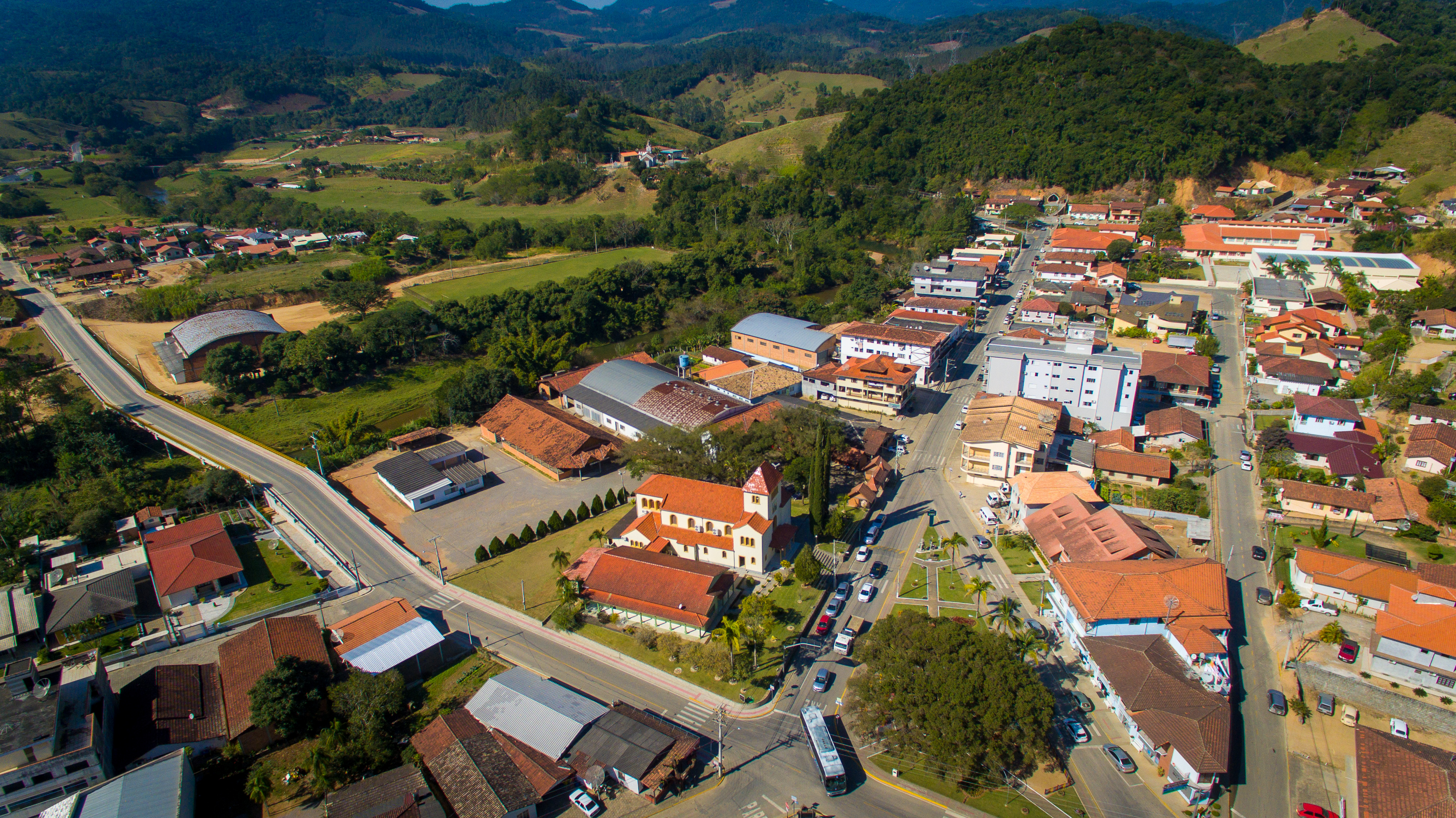
聖馬蒂紐

聖馬蒂紐（葡萄牙語：São Martinho），是巴西的城鎮，位於該國南部，由聖卡塔琳娜州負責管轄，始建於1962年11月14日，面積225平方公里，海拔高度38米，2010年人口3,211，人口密度每平方公里14.3人。